# Gabriel Vașvari
Gabriel Cristian Vaşvari (sinh ngày 13 tháng 11 năm 1986) là một cầu thủ bóng đá người România thi đấu cho Poli Timișoara ở vị trí tiền vệ trung tâm.

## Sự nghiệp câu lạc bộ
Anh có màn ra mắt cấp độ chuyên nghiệp tại Liga I cho Botoșani vào ngày 21 tháng 7 năm 2013 khi đá chính trong trận đấu trước CFR Cluj. Vào ngày 8 tháng 8 năm 2013, Vaşvari ghi bàn thắng đầu tiên tại Liga I trong chiến thắng 2-1 trước FC Brașov.

### Câu lạc bộ
Tính đến trận đấu diễn ra ngày 21 tháng 9, 2016
| Câu lạc bộ          | Mùa giải            | Giải vô địch | Giải vô địch | Cúp     | Cúp       | Cúp Liên đoàn | Cúp Liên đoàn | Châu Âu | Châu Âu   | Tổng cộng | Tổng cộng | Tổng cộng |
| Câu lạc bộ          | Mùa giải            | Số trận      | Bàn thắng    | Số trận | Bàn thắng | Số trận       | Bàn thắng     | Số trận | Bàn thắng | Số trận   | Bàn thắng |           |
| ------------------- | ------------------- | ------------ | ------------ | ------- | --------- | ------------- | ------------- | ------- | --------- | --------- | --------- | --------- |
| Armătura Zalău      | 2004–05             | 13           | 0            | 0       | 0         | -             | -             | -       | -         | 13        | 0         |           |
| Armătura Zalău      | 2005–06             | 4            | 0            | 0       | 0         | -             | -             | -       | -         | 4         | 0         |           |
| Tổng cộng           | Tổng cộng           | 17           | 0            | 0       | 0         | -             | -             | -       | -         | 17        | 0         |           |
| Botoșani            | 2007–08             | 16           | 0            | 0       | 0         | -             | -             | -       | -         | 16        | 0         |           |
| Botoșani            | 2008–09             | 13           | 2            | 3       | 0         | -             | -             | -       | -         | 16        | 2         |           |
| Tổng cộng           | Tổng cộng           | 29           | 2            | 3       | 0         | -             | -             | -       | -         | 32        | 2         |           |
| Zalău               | 2008–09             | 7            | 3            | 0       | 0         | -             | -             | -       | -         | 7         | 3         |           |
| Zalău               | 2009–10             | 16           | 5            | 4       | 2         | -             | -             | -       | -         | 20        | 7         |           |
| Tổng cộng           | Tổng cộng           | 23           | 8            | 4       | 2         | -             | -             | -       | -         | 27        | 10        |           |
| Botoșani            | 2009–10             | 10           | 1            | 0       | 0         | -             | -             | -       | -         | 10        | 1         |           |
| Botoșani            | 2010–11             | 28           | 4            | 1       | 1         | -             | -             | -       | -         | 29        | 5         |           |
| Botoșani            | 2011–12             | 24           | 3            | 1       | 0         | -             | -             | -       | -         | 25        | 3         |           |
| Botoșani            | 2012–13             | 21           | 8            | 4       | 1         | -             | -             | -       | -         | 25        | 9         |           |
| Botoșani            | 2013–14             | 30           | 7            | 1       | 0         | -             | -             | -       | -         | 31        | 7         |           |
| Botoșani            | 2014–15             | 33           | 7            | 1       | 0         | 1             | 0             | -       | -         | 35        | 7         |           |
| Botoșani            | 2015–16             | 33           | 6            | 0       | 0         | 1             | 0             | 4       | 0         | 38        | 6         |           |
| Botoșani            | 2016–17             | 8            | 1            | 0       | 0         | 2             | 0             | -       | -         | 10        | 1         |           |
| Tổng cộng           | Tổng cộng           | 187          | 37           | 8       | 2         | 4             | 0             | 4       | 0         | 203       | 39        |           |
| Tổng cộng sự nghiệp | Tổng cộng sự nghiệp | 260          | 47           | 15      | 4         | 4             | 0             | 4       | 0         | 279       | 50        |           |